# Stigmatophora albosericea
Stigmatophora albosericea là một loài bướm đêm thuộc phân họ Arctiinae, họ Erebidae.